# Henricia diffidens
Henricia diffidens is een zeester uit de familie Echinasteridae.
De wetenschappelijke naam van de soort werd in 1923 gepubliceerd door René Koehler.